# Gerrit Toennies
Gerrit Friedrich Otto Toennies (* 31. Januar 1898 in Hamburg; † 16. September 1978 in Malpeque, Kensington, Prince Edward Island, Kanada) war Biochemiker.

## Leben
Gerrit Toennies war das älteste der fünf Kinder des Soziologen Ferdinand Tönnies und Bruder von Jan Friedrich Tönnies. Er wuchs in Eutin (Holstein) auf. Nach seinem Abitur im Jahr 1916 wurde er zum Militär eingezogen und geriet alsbald in französische Kriegsgefangenschaft (Gefangenennummer 18064). Dabei war er in einem Gaswerk in Le Havre eingesetzt, was sein Interesse an der Chemie begründete. Er studierte dieses Fach dann in Freiburg im Breisgau, München und Kiel, wo er als Schüler des späteren Nobelpreisträgers Otto Diels 1925 in organischer Chemie promoviert wurde. Toennies wanderte 1926 in die USA aus, wo er zunächst für die Texas Oil Company in Bayonne (New Jersey) tätig war. 1929 wurde er wissenschaftlicher Mitarbeiter des Lankenau Hospital Research Institute (LHRI, jetzt Lankenau Institute for Medical Research LIMR) und später des Institute for Cancer Research in Philadelphia (heute: Fox Chase Cancer Center), dessen mikrobiologische Abteilung er von 1947 bis 1963 leitete. Bei seiner Pensionierung wurde er zum Senior Member Emeritus ernannt. Von 1963 bis 1968 war er als Forschungsprofessor an der Temple University School of Medicine und schließlich als Visiting Professor an der Universität Göttingen und an der Biologischen Bundesanstalt für Land- und Forstwirtschaft in Braunschweig tätig.
Toennies was mit Dita Margarete Jebens (1903–1959) und nach deren Tod mit Dorothy West (1903–2004) verheiratet. Er hatte zwei Söhne, den Physiker Prof. Dr. Jan Peter Toennies (* 1930) und den Patentanwalt Dr.-Ing. Ralf Gerrit Toennies (1939–2016).

## Forschung
Toennies hat die biologische Bedeutung von Schwefelverbindungen im Fettstoffwechsel untersucht. Er hat weiter gezeigt, dass die roten Blutkörperchen einer der wichtigsten Wirkungsorte von Folsäureverbindungen sind, einer Gruppe von Vitaminen, die eine große Rolle bei dem beschleunigten Wachstum von Zellen spielen, wie es bei einer Krebserkrankung auftritt. Toennies hat weiter grundlegend zum Verständnis der Rolle verschiedener Chemikalien zum bakteriellen Wachstum beigetragen. Über die Jahre hat Toennies verschiedene chemische Verfahren entwickelt, von denen viele wegen ihrer Genauigkeit und Nützlichkeit zum Standard wurden, so ein Verfahren zur Oxidierung von Proteinen mittels Perameisensäure, das der englische Chemiker Frederick Sanger bei seiner Forschung zur Proteinsequenzierung anwendete, für die ihm 1958 der Nobelpreis verleihen wurde. Toennies ist der Autor von 114 wissenschaftlichen Publikationen. Er hat weiter ein kritisches Essay zu den Problemen der modernen Gesellschaft veröffentlicht.

## Patente
- Patent  US2049480: Oxidation of Cystine and Related Compounds and process for Making Same. Angemeldet am 25. Februar 1933, veröffentlicht am 4. August 1936, Erfinder: Gerrit Toennies.‌
- Patent  US2078592: Oxidation of Cystine and Related Compounds and process for Making Same. Angemeldet am 12. Dezember 1934, veröffentlicht am 27. April 1937, Erfinder: Gerrit Toennies, Theodore F. Lavine.‌
- Patent  US2222993: Process of Recovering Amino Acids. Angemeldet am 7. Mai 1938, veröffentlicht am 26. November 1940, Anmelder: Lankenau Hospital, Erfinder: Gerrit Toennies.‌
- Patent  US2349774: Acetoxy Amino Acids and Methods for their Preparation. Angemeldet am 19. Juni 1942, veröffentlicht am 23. Mai 1944, Anmelder: Lankenau Hospital, Erfinder: Gerrit Toennies.‌